# Gareth Barry
Gareth Barry (* 23. Februar 1981 in Hastings) ist ein ehemaliger englischer Fußballspieler. Er wurde meist im linken Mittelfeld aufgeboten und bestritt zwischen 1997 und 2009 weit über 400 Pflichtspiele für Aston Villa, davon 365 in der Premier League. Seit dem 25. September 2017 ist der ehemalige englische Nationalspieler mit 653 Einsätzen Rekordspieler der Premier League.

## Sportlicher Werdegang

### Aston Villa (1997–2009)
Barry besuchte in seiner südostenglischen Geburtsstadt das William Parker Sports College und war in den Nachwuchsmannschaften von Brighton & Hove Albion aktiv. Dort fiel er Bryan Jones aus der Scoutingabteilung von Aston Villa auf und so erhielt er die Gelegenheit zu einem Wechsel nach Birmingham. Vier Tage nach seinem 17. Geburtstag und am selben Tag, an dem John Gregory das Traineramt übernahm, unterzeichnete Barry bei den „Villans“ seinen ersten Profivertrag. Vorausgegangen waren lange Auseinandersetzungen mit dem Ex-Klub hinsichtlich einer Ausbildungsentschädigung. Erwähnenswert war bei der Einigung neben der Sofortzahlung in Höhe von einer Million Pfund vor allem die 15%ige Beteiligungsklausel zu Gunsten des Klubs aus Brighton im Falle eines künftigen Weiterverkaufs von Gareth Barry.
Am 2. Mai 1998 debütierte Barry für Aston Villa gegen Sheffield Wednesday. Nachdem er sich ursprünglich als Mittelfeldspieler gezeigt hatte, setzte ihn Gregory zunächst in der Innenverteidigung ein. Als zur Saison 1998/99 David Unsworth als Nachfolger des zum FC Liverpool zurückgekehrten Steve Staunton nur wenige Wochen nach seiner Verpflichtung den Klub wieder verlassen hatte, füllte Barry die vakante Position aus und deckte den linken Teil des Dreier-Abwehrzentrums an der Seite von Gareth Southgate und Ugo Ehiogu ab. Diesen Posten behielt er auch fortan inne und zeitweise half er im Mittelfeld und in der Spielzeit 1999/00 nach einer Verletzung von Alan Wright als „echter“ linker Außenverteidiger aus. In seiner noch jungen Karriere zeigte sich Barry vielseitig auf Defensivpositionen einsetzbar, abgeklärt und kreativ. Spätestens ab der Saison 2001/02 begann Barry regelmäßiger im Mittelfeld zu spielen, zumal es ihm zunehmend schwerfiel, seinen Platz in der Mannschaft gegen die Neulinge Alpay Özalan und Olof Mellberg zu verteidigen. Hatte er zunächst nur verletzungsbedingte Lücken im Mittelfeld geschlossen und sich anschließend auf der Ersatzbank wiedergefunden, so beorderte ihn der neue Trainer Graham Taylor dort dauerhaft auf die linke Seite. Die Umstellung gelang, nach Ablauf der Spielzeit erhielt Barry die Auszeichnung zum besten Jungprofi des Klubs und zu dem gewohnt reifen Stellungsspiel gesellten sich nun Offensiv- und Ausdauerqualitäten.
Zur Auftaktpartie der Saison 2003/04 gegen den FC Portsmouth ersetzte Barry Mellberg als Mannschaftsführer, schoss per Elfmeter den 1:2-Anschlusstreffer und erhielt drei Minuten später die rote Karte. Wenngleich die Premiere als Kapitän misslungen war, blieb Barry auch unter dem neuen Trainer David O’Leary weiter Mellbergs Vertreter und kam für den verletzten Gavin McCann sporadisch im Mittelfeldzentrum zum Zuge – wo sich der „Linksfuß“ deutlich weniger „heimisch“ fühlte als außen. Barry reifte zum Führungsspieler, wurde von Martin O’Neill zum Kapitän befördert – Mellberg hatte die „Binde“ zuvor abgegeben – und übernahm zusätzliche Verantwortung als Elfmeterschütze. Der Actim Index als offizielles statisches Bewertungssystem der Premier League zählte Barry nach Ablauf der Saison 2006/07 zu den zehn besten Spielern der Premier League.
Barrys gestiegenen Ansprüchen standen aber die fehlenden Erfolge von Aston Villa zunehmend entgegen. Die Champions League blieb stets in weiter Ferne und obwohl Barry am 28. Oktober 2007 sein 300. Premier-League-Spiel bestritten – und mit 26 Jahren und 247 Tagen den Rekord von Frank Lampard als vormals jüngster Spieler, der diese Marke erreichte, gebrochen – hatte, verdichteten sich die Anzeichen dafür, dass Barry den Verein verlassen würde. Im Mai 2008 lehnte „Villa“ ein offizielles Angebot des FC Liverpool ebenso ab wie spätere weitere Offerten in Höhe von zunächst 15 Millionen Pfund sowie ein anvisitiertes Teil-Tauschgeschäft mit Steve Finnan. Die Verhandlungen scheiterten und nach einem Streit zwischen Trainer O’Neill und Barry übernahm Martin Laursen dessen Kapitänsamt. Die Zeichen standen dennoch auf Abschied und nach einem Jahr, als Barry an der Seite von Stilian Petrow noch einmal für Stabilität im Mittelfeld sorgte, wechselte er im Juni 2009 zum ambitionierten und mit frischem Kapital ausgestatteten Klub Manchester City.

### Manchester City (2009–2013)
Barry unterzeichnete einen Fünfjahresvertrag bei den „Citizens“ und die fällige Ablösesumme betrug zwölf Millionen Pfund. Mit hohen Erwartungen ging er mit seinem in vielen Mannschaftsteilen hochkarätig verstärken neuen Klub in die Saison 2009/10 und eroberte sich auf Anhieb einen Stammplatz. Je nach taktischer Vorgabe bekleidete er hier zumeist entweder im „Vierer-Mittelfeld“ die halblinke Position oder deckte bei nur drei Mittelfeldakteuren oder im Zusammenspiel als „Doppel-Sechs“ vor der Abwehr den linken Bereich ab. Das Saisonziel Champions-League-Qualifikation wurde jedoch verpasst, nachdem Barrys Team im Duell um den vierten Rang gegen Tottenham Hotspur unterlegen gewesen war.

### FC Everton (2013–2017)
Am 2. September 2013 wechselte Barry am letzten Tag der Transferperiode innerhalb der Liga bis zum Ende der Saison 2013/14 auf Leihbasis zum FC Everton und wurde zur Saison 2014/15 bis 2017 fest verpflichtet. Am 20. April 2016 absolvierte Barry seinen 571. Startelfeinsatz in der Premier League und übernahm damit den Rekord von David James.

### West Bromwich Albion (2017–2019) und Karriereende
Im August 2017 wechselte Barry zu West Bromwich Albion. Am 25. September 2017 wurde er mit seinem 633. Einsatz Rekordspieler der Premier League und überbot damit den bisherigen Rekord von Ryan Giggs. Nach dem Abstieg in die zweite Liga zum Ende der Saison 2017/18 blieb Barry noch ein weiteres Jahr bei den „Baggies“, bevor ihm sein auslaufender Vertrag im Mai 2019 nicht verlängert wurde. Am 27. August 2020 beendete er seine Karriere.

## Englische Nationalmannschaft
Im Alter von erst 17 Jahren debütierte Barry gegen Tschechien in der englischen U-21-Auswahl und kam hier in vier Jahren bis 2002 auf die damalige Rekordeinsatzzahl von 27 Partien. Parallel dazu war er im Herbst 1999 Mannschaftsführer des U-18-Nachwuchses gewesen und er wurde im Frühling 2000 nach der Verletzung von Jason Wilcox von Englands damaligem A-Nationaltrainer Kevin Keegan in den Kader für die bevorstehende Europameisterschaft in den Niederlanden und Belgien berufen. Dort kam er zwar nicht zum Einsatz, hatte aber am 31. Mai 2000 in der Vorbereitung gegen die Ukraine kurz vor Ende der Partie sein erstes Länderspiel absolviert und war dabei der 1.100. Nationalspieler Englands. Am 2. September 2000 stand Barry beim 1:1-Remis gegen Frankreich erstmals in der Startformation, aber zwei Monate später kehrte er nach seinem insgesamt sechsten Länderspiel gegen Italien (0:1) zunächst einmal wieder in den U-21-Kader zurück. Der neue Trainer Sven-Göran Eriksson ließ Barry im Jahr 2003 nur zweimal gegen Serbien & Montenegro und die Slowakei (jeweils 2:1) zum Zuge kommen.
Drei Jahre und acht Monate später kehrte Barry im Februar 2007 unter Erikssons Nachfolger Steve McClaren in den Kreis der „Three Lions“ zurück und feierte am 7. Februar 2007 in der zweiten Halbzeit gegen Spanien (0:1) für Steven Gerrard im linken Mittelfeld sein Comeback. Nach seinem einzigen B-Länderspiel gegen Albanien am 25 Mai 2007 war Barry im weiteren Verlauf der Qualifikationsrunde für die Euro 2008 nach der schweren Verletzung von Owen Hargreaves eine feste Größe in McClarens Mittelfeld und dort zeigte er vor allem Stärken bei den beiden 3:0-Erfolgen gegen Israel und Russland im Zusammenspiel mit Steven Gerrard.
Barry hatte somit seinen Platz in der englischen A-Nationalmannschaft gefunden, woran auch der Trainerwechsel hin zu Fabio Capello wenig änderte. Er war während der erfolgreichen WM-Qualifikation eine Konstante im englischen Spiel, wobei er zumeist mit Frank Lampard das defensive Mittelfeld bildete – Gerrard wechselte dafür häufig auf die linke Seite – und die Offensivaktionen des Linksverteidigers (in der Regel Ashley Cole) „nach hinten absicherte“. Im Mai 2010 berief Capello Barry in den Kader für die bevorstehende WM-Endrunde in Südafrika.
Am 15. November 2011 erzielte er beim 1:0-Sieg gegen Schweden das 2000. Länderspieltor für England. England ist damit die bisher einzige Mannschaft (Stand 16. November 2013), die in Länderspielen mehr als 2000 Tore erzielt hat.
Nachdem Barry auch im Kader von Roy Hodgson für die Europameisterschaft 2012 gestanden hatte, musste er kurz vor Turnierbeginn verletzungsbedingt absagen und wurde durch Phil Jagielka ersetzt.

## Erfolge
- UEFA Intertoto Cup: 2001
- FA-Cup-Sieger: FA Cup 2010/11
- Englische Meisterschaft: 2012
- FA-Community-Shield-Sieger: 2012